# Austrolimnophila (Austrolimnophila) mannheimsi
Austrolimnophila (Austrolimnophila) mannheimsi is een tweevleugelige uit de familie steltmuggen (Limoniidae). De soort komt voor in het Neotropisch gebied.